# Газопереробний комплекс Хабшан
Газопереробний комплекс Хабшан – найбільший газопереробний майданчик Об’єднаних Арабських Еміратів, розташований у еміраті Абу-Дабі за сотню кілометрів на південний захід від його столиці.

## Баб і Хабшан-0
Під час розробки найбільшого в ОАЕ супергігантського нафтового родовища Баб (Мурбан-Баб) отримують великі об’єми попутного газу. Вперше його утилізацію організували в 1981 році із запуском газопереробного заводу Баб, котрий міг переробляти 3,3 млн м3 на добу. Виділені при цьому зріджені вуглеводневі гази (ЗВГ) відправлялись по трубопроводу на установку фракціонування в Рувайсі, а паливний газ подавався споживачам. У 1989-му внаслідок проведеної модернізації пропускна здатність заводу зросла до 4,2 млн м3 на добу.
А в 1983-му неподалік запустили газопереробний майданчик Хабшан, котрий в майбутньому отримав розвиток як головний ГПЗ країни (у 2001-му його організаційно об’єднали із ГПЗ Баб). Первісно тут спорудили дві технологічні лінії (наразі цей компонент комплексу відомий як Хабшан-0), загальна потужність яких після модернізації 1989 року становила 15,3 млн м3 на добу. Вони переробляли газ із високим вмістом сірководню з резервуару Тамама С родовища Баб.

## Хабшан 1, 2
На початку 1990-х розпочали реалізацію масштабної програми розробки покладів вільного (неасоційованого) газу родовища Баб, відому як Onshore Gas Development (OGD). Її перша фаза OGD І, введена в експлуатацію у 1996 році,  передбачала спорудження ГПЗ Хабшан 1 з трьома виробничими лініями:
-       на двох загальною потужністю біля 20 млн м3 на добу переробляється вільний газ резервуару Тамама С та попутний резервуару Тамама В;
-       ще одна лінія пропускною здатністю 17,5 млн м3 на добу отримує вільний газ, видобутий з резервуару Тамама F. Із нього вилучають сірководень та суміш ЗВГ, після чого перероблений газ переважно спрямовується на зворотнє закачування у пласти – до резервуару Тамама F (сайклінг-процес) та газової шапки Тамама В (що дозволяє підтримувати тиск в резервуарі під час видобутку нафти). 
А в 2001 році стала до ладу фаза OGD ІІ, котра включала ГПЗ Хабшан 2 з трьома технологічними лініями загальною потужністю 31 млн м3 на добу. Ця складова майданчику призначалась для роботи з вільним газом резервуарів Тамама С (північні та південні структури родовища) та D. Особливістю Хабшан 2 стала наявність лише двох секцій вилучення суміші ЗВГ (одна з них обслуговувала одразу дві лінії), а також існування дебутанайзера, на якому з цієї суміші отримували бутан (значно менш потужний дебутанайзер наявний на Хабшан 0, а от Хабшан 1 не має такого обладнання).  
З 2003-го до Хабшан по трубопроводу від Дас-Айленд почав надходити ресурс офшорних родовищ, котрий вже пройшов осушку та вилучення конденсату.  
Значна частина підготованого на Хабшан 1 та 2 газу призначалась для подачі через газотранспортну мережу споживачам. Для цього на початку 2000-х проклали новий газопровід у східному напрямку, а на заході спорудили перемичку від Рувайса до нової ТЕС Шувайхат. 
Крім зазначеного вище устаткування, у складі Хабшан 1 та 2 діють установки стабілізації конденсату. При цьому саме реалізація OGD І та ІІ призвела до його масштабного виробництва на майданчику Хабшан – 142 тисячі барелів на добу проти попередніх 5 тисяч. Вилучений конденсат спрямували по спеціальному трубопроводу до нафтопереробного заводу Рувайс. Що стосується сірководню, то кожна з шести ліній Хабшан 1 та 2 має власну установку переробки його на сірку.
Враховуючи, що з 2001-го в Рувайсі запрацювала перша установка парового крекінгу на етані, постало завдання максимізувати вилучення цього компоненту. Як наслідок, в 2003-му замовили відповідну модернізацію третьої лінії зі складу Хабшан 1, яка працює з газом Тамама F (проект Ethane recovery maximisation, ERM).

## Хабшан 3, 4
У 2008 році в межах проекту OGD ІІІ на майданчику запустили чергові потужності. Під назвою Хабшан 3 ввели в експлуатацію дві лінії підготовки загальною потужністю 37 млн м3 на добу, котрі переробляють отриманий з Тамама F вільний газ із вилученням конденсату, сірководню та суміші ЗВГ. В складі технологічно пов’язаного Хабшан 4 діють дві установки переробки сірководню на сірку, а також компресорні потужності, котрі провадять зворотнє закачування переробленого газу в пласти родовища Баб.
Враховуючи суттєве збільшення виробництва ЗВГ, спорудили ще один призначений для їх транспортування трубопровід до фракціонатору в Рувайсі, на якому, в свою чергу, запустили третю технологічну лінію. Що стосується додаткових 68 тисяч барелів на добу конденсату, то їх спрямували до трубопроводу Асаб – Рувайс. 
У підсумку комплекс Хабшан 0-4 досяг потужності по прийому 134 млн м3 газу на добу (49 млрд м3 на рік). При цьому після вилучення домішок та ЗВГ отримують 105 млн м3 підготованого газу, з яких 37 млн м3 (13,5 млрд м3 на рік) подаються до газотранспортної мережі, а 68 млн м3 (25 млрд м3 на рік) закачуються назад у пласти. Також Хабшан 0-4 має добову потужність з продукування  понад 200 тисяч барелів конденсату і 29 тисяч тон суміші ЗВГ. Десять установок переробки сірки на сірководень мають загальну потужність біля 6000 тон на добу, в тому числі 1800 тон для Хабшан 1, 2100 тон на Хабшан 2 та 1600 тон у Хабшан 4. Рідка сірка доправляється до все того ж Рувайсу на комплекс грануляції та подальшого відвантаження на експорт.

## Хабшан-5
В 2013-му розпочав роботу ГПЗ Хабшан-5, який розмістили за 11 км на північний схід від попередніх складових комплексу. Він був розрахований на обробку понад 60 млн м3 на добу, при цьому:
-       багатий на гомологи метану газ проходить через установку стабілізації конденсату, а потім дві технологічні лінії для вилучення сірки, дегідрації та сепарування суміші ЗВГ. Пропускна здатність цієї складової первісно становила 37 млн м3 на добу, при цьому саме сюди по новому трубопроводу від Дас-Айленд надходило 28 млн м3 асоційованого та неасоційованого газу з офшорних родовищ (проект IGD - Integrated Gas Development), тоді як ще 9 млн м3 припадало на асоційований газ місцевого походження з резервуарів Тамама В та G. Після вилучення ЗВГ метан спрямовується споживачам або на закачування до пластів;
-       24 млн м3 вільного (неасоційованого) газу із малим вмістом ЗВГ, отриманого під час наземних операцій, спершу пропускають через установки стабілізації конденсату майданчику Хабшан 0-4. Після цього ресурс надходить до окремого технологічного блоку на Хабшан-5, де на двох лініях провадиться вилучення сірки та дегідрація, за чим очищений газ повертається для сепарації суміші ЗВГ на відповідні установки Хабшан-2. 
Введення Хабшан 5 забезпечило збільшення випуску товарного газу на 31 млн м3 на добу, що знайшло свій відбиток у кардинальному підсиленні газопровідної системи, яка прямує в східному напрямку. В той же час, додатковий випуск 12 тисяч тон суміші ЗВГ на добу призвів до запуску на фракціонаторі в Рувайсі четвертої технологічної лінії. Що стосується сірководню, то він спрямовується до чотирьох установок добовою потужністю 5200 тон рідкої сріки. 
У складі комплексу запустили власну електростанцію потужністю 250 МВт. 
В 2018-му внаслідок реалізації проекту IGD-E (Integrated Gas Development Expansion) вдалось збільшити надходження офшорного ресурсу з 28 до майже 40 млн м3 на добу. На початку 2020-х в межах другої фази IGD-E планується збільшити цей показник ще на 7 млн м3 на добу. 

## Інші відомості
Враховуючи всі складові комплексу Хабшан, станом на другу половину 2010-х його загальна потужність на прийом складає біля 200 млн м3, або понад 70 млрд м3 на рік.
Також варто відзначити, що Хабшан перетворився на центральний хаб у газовидобувній промисловості Абу-Дабі, оскільки після вилучення ЗВГ, конденсату та сірки сюди надходить ресурс з інших заводів – Бу-Хаса (найстаріший ГПЗ в країні), Асаб, Шах. Використовуючи компресорні потужності майданчику Хабшан, цей додатковий ресурс закачується до покладів родовища Баб або спрямовується до газотранспортної мережі.